# West Seneca
West Seneca ist eine Kleinstadt (Town) in Erie County im Bundesstaat New York der Vereinigten Staaten von Amerika. Das U.S. Census Bureau hat bei der Volkszählung 2020 eine Einwohnerzahl von 45.500 ermittelt.
Der südöstliche Vorort von Buffalo mit Bezug zu den Onodowohga ist Sitz des Verkehrstechnikers Delavan Industries.
1797 bis 1838 war die Region Teil der Buffalo Creek Reservation.

## Persönlichkeiten
- Chris Mueller (* 1986), Eishockeyspieler
- Brian Roloff (* 1986), Eishockeyspieler
- Lee Stempniak (* 1983), Eishockeyspieler